# Palais Windischgrätz
 (juin 2024).
Le palais Windischgrätzovský ou Windischgrätzuv, ou simplement palais Windischgrätz, est un édifice baroque tardif situé dans le quartier de Malá Strana à Prague 1. Il est protégé en tant que monument culturel de la République tchèque.
Le palais a été créé dans la première moitié du XVIIIe siècle par la fusion de deux bâtiments du début du baroque. Il se compose d'un bâtiment principal de trois étages donnant sur la rue Letenská et de trois ailes d'un étage autour d'une cour rectangulaire. La partie sud-est était à l'origine reliée au jardin baroque du palais, pavé après l'inondation de 2002 et accessible depuis la rue du séminaire U lužického.